# Route nationale 814
Die Route nationale 814, kurz N 814 oder RN 814, war eine französische Nationalstraße.

## Geschichte
Der Verlauf der Nationalstraße wurde 1933 festgelegt und führte zunächst von Bayeux nach Cabourg.
Im Jahr 1947 wurde die Strecke von Courseulles-sur-Mer in der Nähe des Ärmelkanalufers bis nach Osmanville verlängert, um die
Anlandungsstrände der Alliierten mit einer Nationalstraße zu erschließen. Dadurch verlängerte sich die Gesamtlänge der Straße von 56 auf 90 Kilometer.
1973 erfolgte die Abstufung der Nationalstraße zu verschiedenen Département-Straßen.
Seit 1999 wird die Rocade de Caen als Nationalstraße 814 beschildert. Der Nordteil zwischen der Autobahn 13 und der Autobahn 84 stammt von der Nationalstraße 413, und der Südteil zwischen der Autobahn 13 und der Département-Straße 562 (ehemalige Nationalstraße 162) von der Nationalstraße 513. Ursprünglich waren diese beiden Abschnitte Teile der Nationalstraße 13D, ein Seitenast der durch Caen führenden Nationalstraße 13,
dessen Verlauf ab 1974 auf die neu erbauten Umgehungsstraße übertragen wurde.

## Seitenäste

### N 814a
Die Route nationale 814A, kurz N 814A oder RN 814A, war eine französische Nationalstraße und zugleich ein Seitenast der Nationalstraße 814.
Die Strecke verband die N 814 von Bénouville aus mit Caen. Die Gesamtlänge der Straße betrug 10 Kilometer.

### N 814b
Die Route nationale 814B, kurz N 814B oder RN 814B, war eine französische Nationalstraße und zugleich ein Seitenast der Nationalstraße 814.
Der Streckenverlauf der Straße wurde 1947 festgelegt und in das Nationalstraßennetz aufgenommen. Der Seitenast führte von Bayeux bis zur Kreuzung mit der N 814 westlich von Arromanches-les-Bains und sorgte für die Anbindung von Bayeux, welche durch die Verlängerung der N 814 weggefallen war. 1973 wurde die Straße zur Département-Straße 516 abgestuft. Ihre Gesamtlänge betrug 8,5 Kilometer.

### N 814c
Die Route nationale 814C, kurz N 814C oder RN 814C, war eine französische Nationalstraße und zugleich ein Seitenast der Nationalstraße 814.
Die Nationalstraße wurde 1947 in das Nationalstraßennetz aufgenommen. Sie begann an der N 13 in Formigny, kreuzte in Saint-Laurent-sur-Mer die N 814 und führte an der Omaha Beach entlang, um dann in Vierville-sur-Mer in die N 814 zu münden. Die Gesamtlänge betrug 7,5 Kilometer. 1973 erfolgte die Abstufung zur Département-Straße 517.

## Streckenverlauf
| Position | höchste zulässige Gesamtgeschwindigkeit | Fahrbahnen | km  | Typ                          | Abschnitt                         | Längengrad | Breitengrad |
| -------- | --------------------------------------- | ---------- | --- | ---------------------------- | --------------------------------- | ---------- | ----------- |
| 1        | 90                                      | 2          |     | Beginn der Autobahn          | Hafen von Paris A 13 D403_14      | 49.1689    | −0.3017     |
| 2        | 90                                      | 2          | 2   | Vollständige Anschlussstelle | Mondeville                        | 49.1799    | −0.3232     |
| 3        | 70                                      | 2          | 2.1 | Brücke                       | Orne – Viaduk Calix               | 49.1814    | −0.3248     |
| 4        | 70                                      | 2          | 2.3 | Brücke                       | Orne – Viaduk Calix               | 49.1861    | −0.3292     |
| 5        | 90                                      | 2          | 4   | Vollständiges Kreuz          | Ouistreham-D515                   | 49.1928    | −0.3356     |
| 6        | 90                                      | 2          | 5   | Vollständige Anschlussstelle | Hérouville-Saint-Clair            | 49.1994    | −0.3444     |
| 7        | 90                                      | 2          | 6   | Vollständige Anschlussstelle | Hérouville-Saint-Clair/Les plages | 49.2027    | −0.3606     |
| 8        | 90                                      | 2          | 7   | Vollständige Anschlussstelle | La Folie-Couvrechet               | 49.1975    | −0.3750     |
| 9        | 90                                      | 2          | 9   | Vollständige Anschlussstelle | Saint-Contest                     | 49.1957    | −0.3962     |
| 10       | 90                                      | 2          | 11  | Vollständiges Dreieck        | N13                               | 49.1907    | −0.4203     |
| 11       | 110                                     | 2          | 14  | Teilausgebautes Kreuz        | Hafen Bretagne-A 84               | 49.1642    | −0.4279     |
| 12       | 110                                     | 2          | 16  | Vollständige Anschlussstelle | Louvigny                          | 49.1520    | −0.4174     |
| 13       | 110                                     | 2          | 18  | Brücke                       | Orne                              | 49.1408    | −0.3992     |
| 14       | 110                                     | 2          | 20  | Vollständige Anschlussstelle | Fleury-sur-Orne D562_14           | 49.1359    | −0.3762     |
| 15       | 110                                     | 2          | 22  | Vollständige Anschlussstelle | Ifs                               | 49.1473    | −0.3501     |
| 16       | 90                                      | 2          | 23  | Dreieck (G) mit Kreisverkehr | Grenze zu Spanien A 88            | 49.1455    | −0.3387     |
| 17       | 90                                      | 2          | 24  | Vollständige Anschlussstelle | Cormelles-le-Royal                | 49.1483    | −0.3213     |
| 18       | 90                                      | 2          | 25  | Vollständige Anschlussstelle | Grentheville                      | 49.1554    | −0.3134     |
| 19       | 90                                      | 2          | 26  | Vollständige Anschlussstelle | Mondeville                        | 49.1639    | −0.3058     |
| 20       | 90                                      | 2          |     | Ende der Autobahn            | Grenze zu Paris/A 13 D403_14      | 49.1689    | −0.3017     |